# Macropeza senegalensis
Macropeza senegalensis är en tvåvingeart som först beskrevs av Clastrier 1958.  Macropeza senegalensis ingår i släktet Macropeza och familjen svidknott.
Artens utbredningsområde är Senegal. Inga underarter finns listade i Catalogue of Life.